# Игорь Рюрикович
И́горь (И́горь Старый; др.-сканд. Ingvarr, церк.-слав. Игорь; летописная хронология — ок. 878—945) — киевский князь (по летописи 912—945 годы), муж княгини Ольги и отец Святослава Игоревича, согласно летописной традиции, начиная с «Повести временных лет» — сын Рюрика.
Первый древнерусский князь, известный по современным ему византийским (греч. 'Ιγγωρ) и западным (лат. Inger) источникам.

## Этимология имени
Имя Игорь (как и Ингвар — Инъгварь, которое летописи отличают от первого) произошло от древнескандинавского имени Ingvarr. Древнерусское имя Ингвар(ь) является повторным заимствованием скандинавского имени Ingvarr, которое в своё время послужило прототипом для ставшего на Руси династическим имени Игорь; этимологическая связь русского Игорь и скандинавского Ingvarr была забыта и, соответственно, Ингвар(ь) и Игорь уже воспринимались как два различных имени. Первая часть имени — Ing — восходит к одному из имён скандинавского бога плодородия Фрейра, а вторая — Varr — означает «охранять».

## Летописные сведения

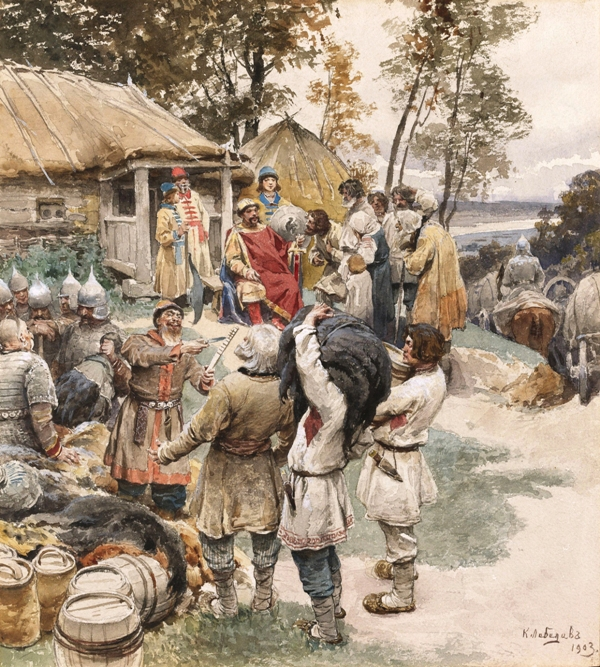
Клавдий Лебедев. Князь Игорь собирает дань с древлян в 945 году («Полюдье»)

Согласно «Повести временных лет» (начало XII века), основатель древнерусской княжеской династии Рюрик умер в 879 году, передав власть и попечение над малолетним Игорем своему родичу Олегу. Когда (882) Олег покинул Новгород и подошёл к Киеву, где правили варяги Аскольд и Дир, он хитростью выманил киевских князей из города и приказал убить их именем Игоря, которого летопись называет ещё младенцем:
«Не князья вы и не княжеского рода, но я княжеского рода. А это сын Рюрика».
В русско-византийском договоре 911 года Олег назван «великим князем русским», то есть в документальном источнике он считался не регентом при Игоре, а полновластным правителем.
В 903 году Игорю привели жену из Пскова, Ольгу, которой было 13 лет, а Игорю — 25. Учитывая то, что сын Игоря и Ольги Святослав родился в 942 году (Ольге было 52 года), даты выглядят крайне сомнительно. Отправившись в поход на Византию (907), Олег оставил Игоря наместником в Киеве. После смерти Олега в 912 году Игорь стал правителем Киевской Руси. Даты смерти Олега и, соответственно, начала правления Игоря, условны (см. Вещий Олег).

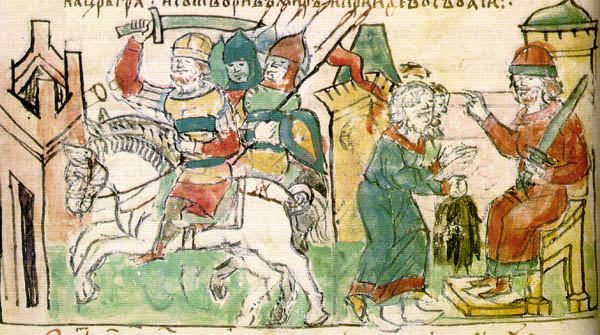
Игорь берёт дань от древлян. Иллюстрация из Радзивилловской летописи

В 914 году Игорь завоевал древлян и возложил на них дань больше той, что была установлена Олегом. В 915 году, двигаясь на помощь Византии против болгар, на Руси впервые появились печенеги. Игорь предпочёл не препятствовать им, но в 920 году сам провёл против них военный поход.
Далее исследователи отмечают пробел во всех списках Начальной летописи, совпадающий с началом княжения Игоря: «одинаково крупный перерыв на втором десятке Х-го века» до 940-х годов. После «этого времени летописная сеть всех сводов вообще совпадает». Следующее летописное известие об Игоре — его поход на Царьград 941—944 годов. С этого времени свидетельства об Игоре впервые появляются в византийских и западноевропейских источниках. Таким образом, он стал первым русским князем, названным по имени в иностранных источниках.

## Походы на Царьград 941—944 годов

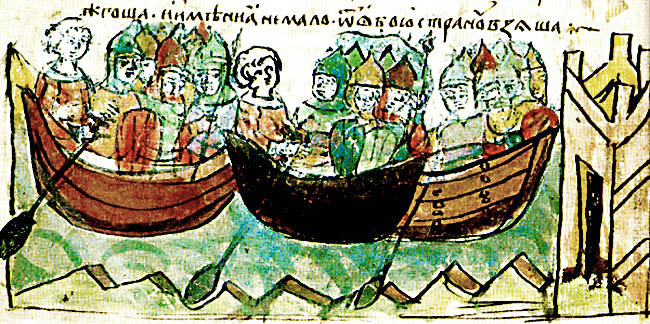
Поход Игоря. Иллюстрация из Радзивилловской летописи

Древнерусские летописи в рассказе о походе 941 года восходят к переводам Продолжателя Амартола, но также содержат следы народного предания, едва сохранившегося ко времени написания летописей.
Продолжатель Феофана так начинает рассказ о походе:

«11 июня четырнадцатого индикта [ 941 года ] на десяти тысячах судов приплыли к Константинополю росы…».

Лиутпранд Кремонский, посол короля Италии Беренгара II в Византию в 949 году, замечает о более чем тысяче кораблей у «короля русов Ингере». В морском бою огромный русский флот был частично уничтожен греческим огнём. После набегов на византийские земли и ряда поражений Игорь в сентябре 941 вернулся домой. Русский летописец передаёт слова уцелевших воинов: «Будто молнию небесную имеют у себя греки и, пуская её, пожгли нас; оттого и не одолели их». О впечатлении, произведённом этим набегом на византийцев, свидетельствует следующий факт: имя Игоря стало единственным из русских имён, попавшим в византийский энциклопедический словарь X века, известный как Суда.
В 942 году жена Игоря княгиня Ольга родила Святослава, ставшего через три года князем под опекой матери.

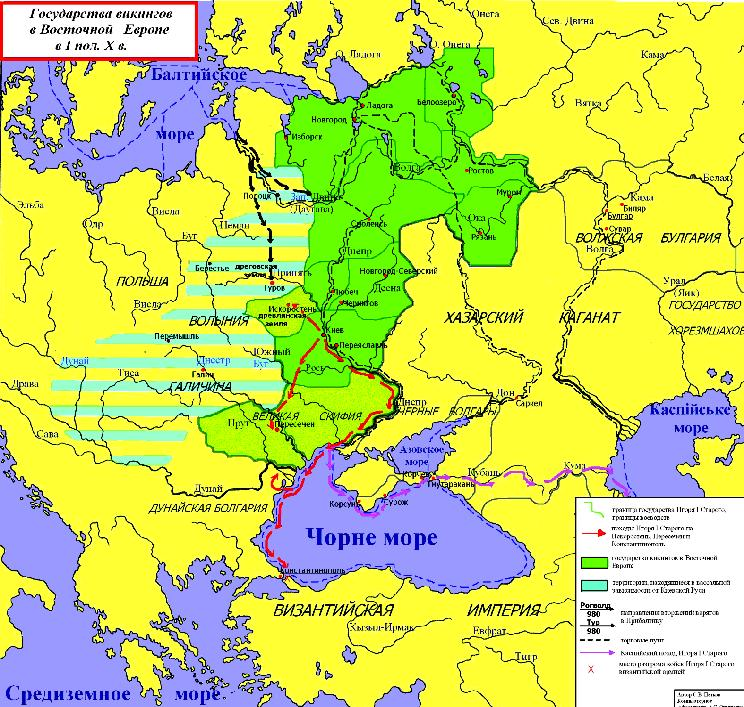
Русь во время правления Игоря І

По летописи в 944 году (историки считают доказанным 943), Игорь собрал новое войско из варягов, руси (соплеменники Игоря), славян (поляне, ильменские словене, кривичи и тиверцы) и печенегов и двинулся на Византию конницей по суше, а большую часть войска отправил по морю. Предупреждённый заранее византийский император Роман I Лакапин выслал послов с богатыми дарами навстречу Игорю, уже достигшему Дуная. Одновременно Роман выслал дары печенегам. После совета с дружиной Игорь, удовлетворённый данью, повернул назад. Продолжатель Феофана сообщает о подобном событии в апреле 943, только противниками византийцев, заключившими мир и повернувшими назад без сражения, были названы «турки». «Турками» византийцы обычно именовали венгров, но иногда широко применяли название ко всем кочевым народам с севера, то есть могли подразумевать и печенегов. Месяц апрель Константин Багрянородный упоминал в связи с началом навигации русов.
В следующем 944 году, Игорь заключил военно-торговый договор с Византией. В договоре упоминаются имена племянников Игоря, его жены княгини Ольги и сына Святослава. Летописец, описывая утверждение договора в Киеве, сообщил о церкви, в которой приносили клятву варяги-христиане.

## Смерть

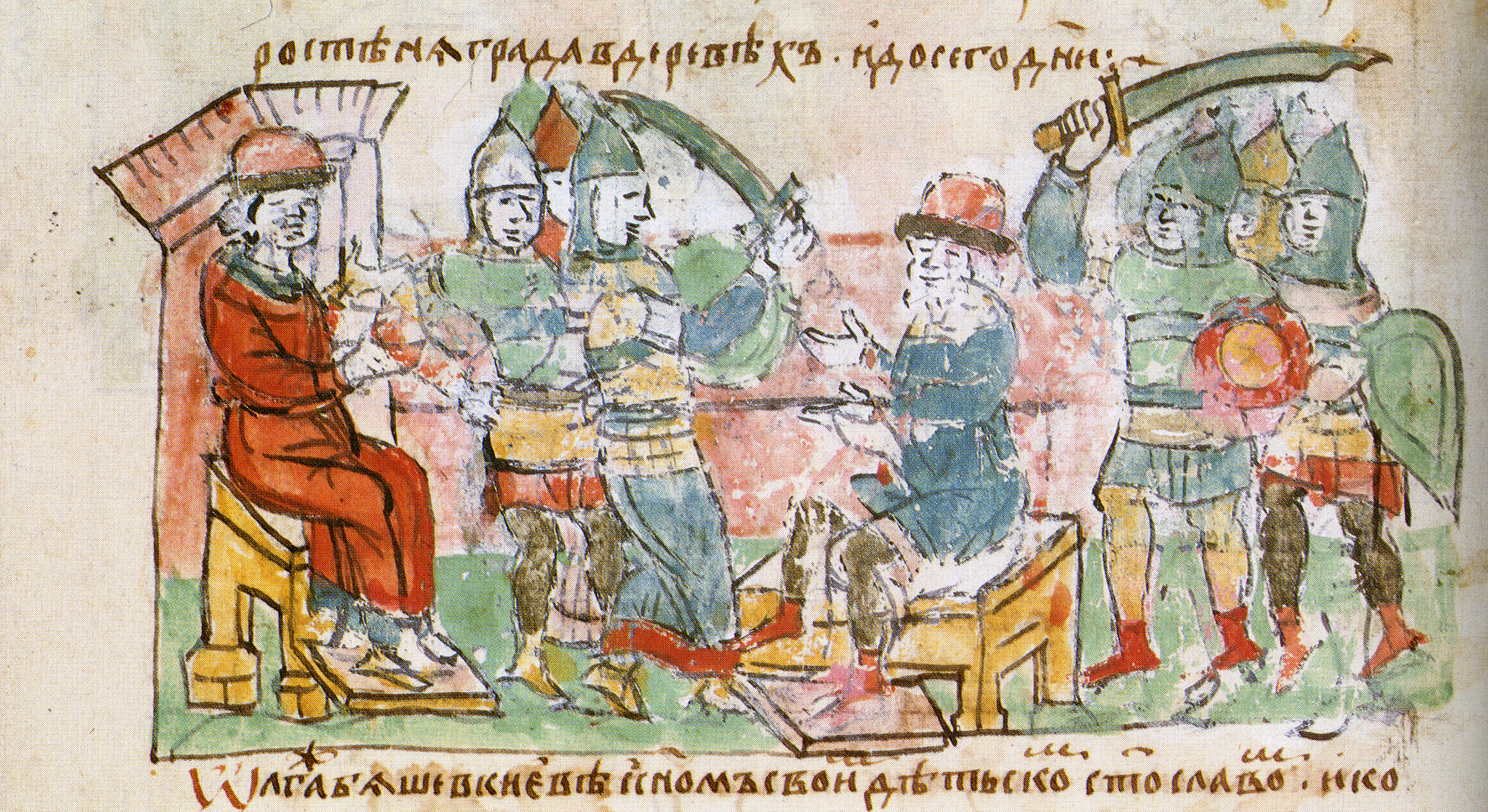
«Убийство Игоря древлянами по приказу князя Мала у города Искоростеня». Миниатюра Радзивилловской летописи.

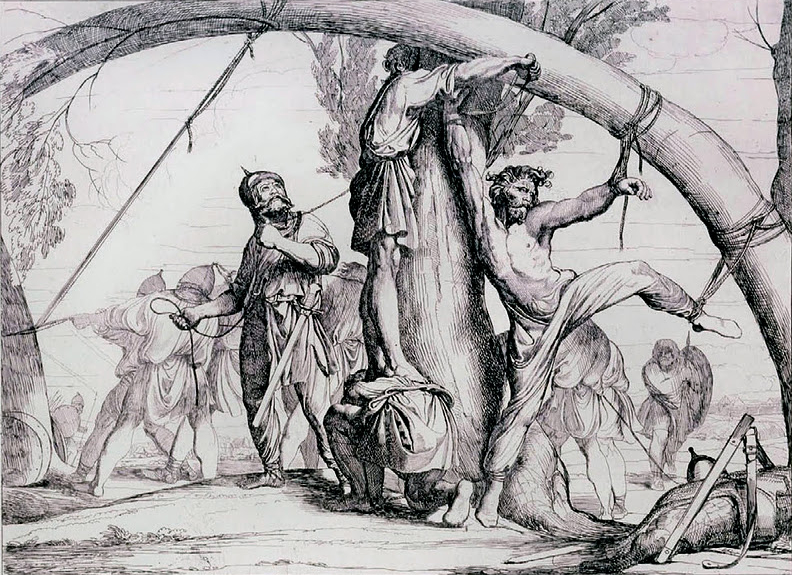
«Казнь князя Игоря». Рисунок Ф. А. Бруни

Осенью 945 года Игорь по требованию дружины, недовольной своим содержанием, отправился за данью к древлянам. Древляне не числились в составе войска, потерпевшего разгром в Византии. Возможно, поэтому Игорь решил поправить положение за их счёт. Игорь произвольно увеличил величину дани прежних лет, при её сборе дружинники творили насилие над жителями. На пути домой Игорь принял неожиданное решение:

«Поразмыслив, сказал своей дружине: „Идите с данью домой, а я возвращусь и похожу ещё“. И отпустил дружину свою домой, а сам с малой частью дружины вернулся, желая большего богатства. Древляне же, услышав, что идет снова, держали совет с князем своим Малом: „Если повадится волк к овцам, то вынесет все стадо, пока не убьют его; так и этот: если не убьем его, то всех нас погубит“ […] и древляне, выйдя из города Искоростеня, убили Игоря и дружинников его, так как было их мало. И погребен был Игорь, и есть могила его у Искоростеня в Деревской земле и до сего времени».

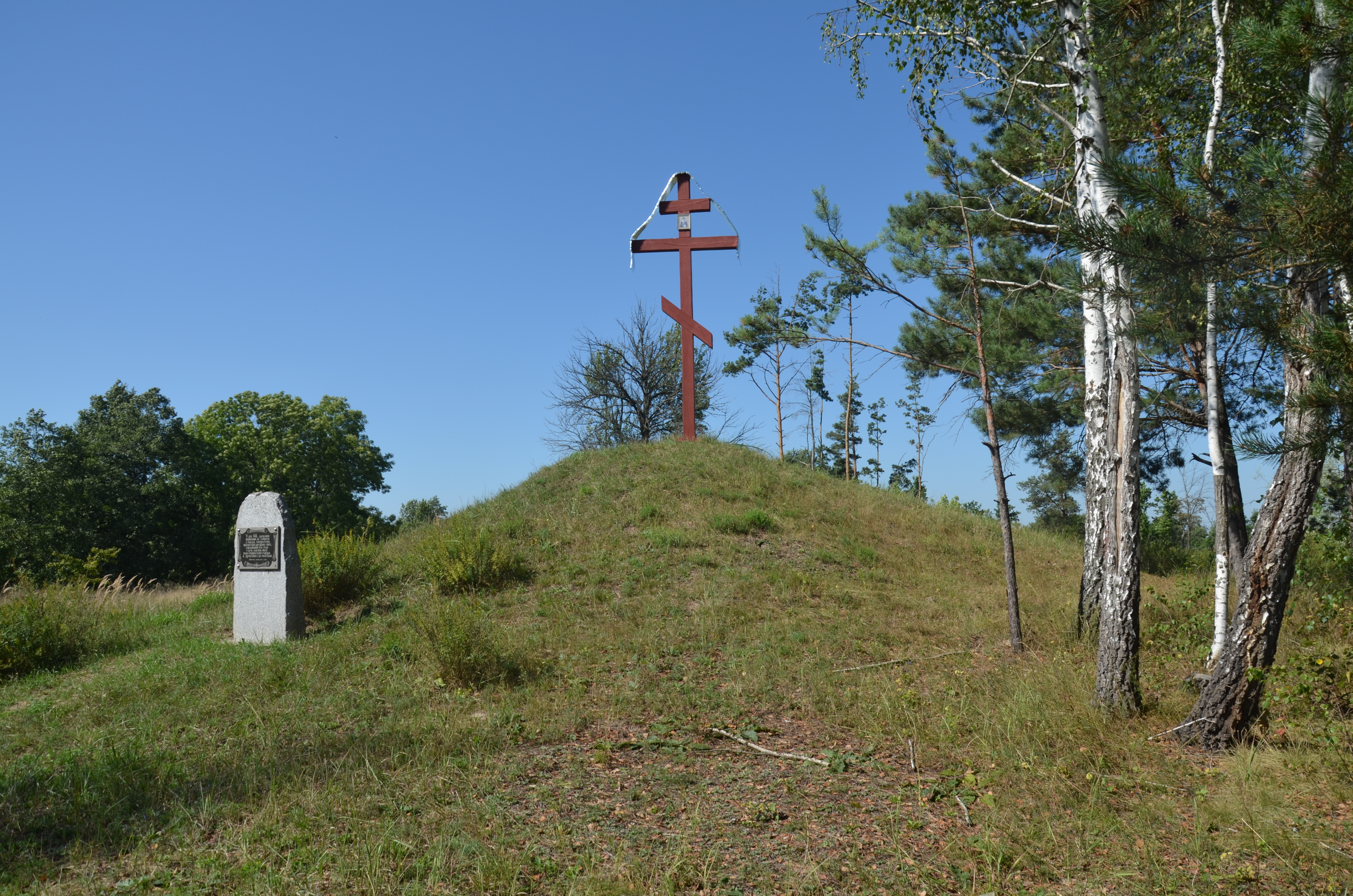
Курган «Игорева могила», считающийся местом погребения князя Игоря. Немировка, Житомирская область, Украина

Спустя 25 лет в письме Святославу византийский император Иоанн Цимисхий напомнил о судьбе князя Игоря, именуя его Ингером. В изложении Льва Диакона император сообщал о том, что Игорь отправился в поход на неких германцев, был захвачен ими в плен, привязан к верхушкам деревьев и разорван надвое.
По преданию, изложенному в летописи, вдова Игоря, княгиня Ольга, жестоко отомстила древлянам. Она хитростью уничтожила их старейшин, перебила много простого народа, сожгла Искоростень и возложила на них тяжёлую дань. Княгиня Ольга при поддержке дружины и бояр Игоря стала править Русью, пока подрастал маленький Святослав, сын Игоря.
В раннем памятнике древнерусской словесности, «Слове о законе и благодати» митрополита Илариона Киевского (ранее 1050 года) генеалогия русских князей прослеживается только начиная с Игоря. Всего спустя около 100 лет после гибели Игоря Иларион назвал его «древним Игорем». Игоря в ряду других прославленных князей поминает автор «Задонщины», поэтического творения конца XIV века:

«Той бо вещий Боян, воскладая свои златыя персты на живыя струны, пояше славу русскыим князем: первому князю Рюрику, Игорю Рюриковичу и Святославу Ярославичу, Ярославу Володимеровичу…»

## Историография

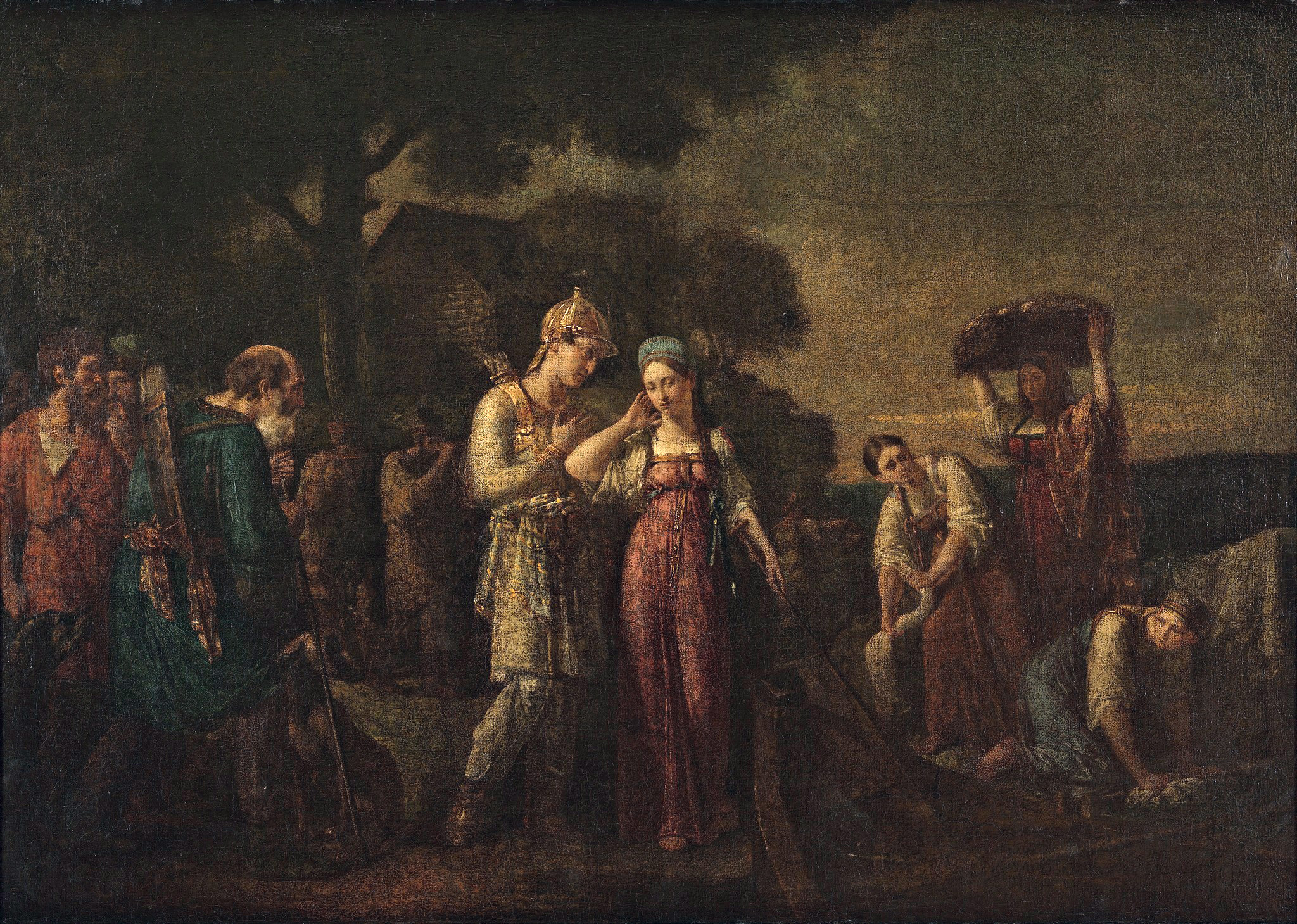
Василий Сазонов. Первая встреча князя Игоря с Ольгой Государственная Третьяковская галерея

В. Н. Татищев, ссылаясь на так называемую Иоакимовскую летопись, достоверность которой ставится историками под сомнение, сообщает дополнительные сведения об Игоре. Матерью Игоря он называет Ефанду, урманская (норманская) княжна и любимая жена Рюрика, получившая в приданое  город Ижора. По мнению Татищева, имя «Ингорь», происходит от финского (ижорского) имени Ингер. Когда Игорь возмужал, князь Олег привёл ему жену из Изборска, из знатного рода Гостомысла. Девушку звали Прекраса, но Олег переименовал её в Ольгу. Впоследствии у Игоря были и другие жёны, но Ольгу он чтил более прочих. У Игоря, кроме Святослава, был ещё сын Глеб, которого Святослав казнил за христианские убеждения. В остальном Иоакимовская летопись следует за «Повестью временных лет». Татищев также приводит даты рождения Игоря из различных списков: 875 в Раскольничьем, 861 в Нижегородском, 865 в Оренбургском.
В начале (913/914) и конце (943/944) летописной хронологии правления Игоря русы совершили крупные морские походы в Каспийском регионе (см. Каспийские походы русов), о которых древнерусские летописи умалчивают. Хронологически возможно, что поход в 913/914 гг. повлиял на приход Игоря к власти, так как все его участники, согласно арабским авторам, были перебиты на Волге. По хазарским свидетельствам, поход Игоря на Византию был связан с походом на Каспий в 943—945 гг. (см. Набег русов на Бердаа (943)), в котором, согласно хазарскому и арабскому источникам, не связанным друг с другом, предводитель русов погиб. Хазарский источник сообщает о гибели именно «царя русов», именуя его X-л-гу, что делает заманчивым его отождествление с Вещим Олегом.
Византийское сообщение Льва Диакона о гибели Игоря от рук германцев лишь увеличивает неопределённость. Возможно, информатор Льва Диакона неправильно понял на слух незнакомый этноним «древляне» как более знакомый «германе».
Летописная дата смерти Игоря (945) также условна; историками отмечено, что она, как и у Олега и Святослава, приходится на первый год после включённого в летопись даты договора этих князей с греками, и, как и у Олега, совпадает с датой окончания царствования современного ему византийского императора (соответственно Льва VI и Романа I). А. В. Назаренко интерпретирует приводимую императором Константином Багрянородным формулу послания к «архонту Росии» от Константина и его сына Романа II как указание на то, что Игорь был жив весной 946 г., когда на Пасху Роман был коронован соправителем отца (поскольку преемницей Игоря стала Ольга, о ней было бы сказано «архонтисса»).
Тот же Константин Багрянородный в сочинении «Об управлении империей», написанном в 949 году, заметил: «Моноксилы являются одни из Немогарда, в котором сидел Сфендослав, сын Ингора, архонта Росии…». Буквально эта фраза подразумевает то, что и к 949 году Игорь был ещё жив, так как по сочинению росы ежегодно по торговым делам приходили в Византию, и Константинополь был осведомлён о положении на Руси.
По сведениям, изложенным польским историком XVIII века Яном Стржедовским, в 949 году Игорь заключил союз с Олегом Моравским против Венгрии, но умер в том же году.
Историки, изучающие деяния Игоря по древнерусским летописям, отмечают нестыковки и натяжки в его биографии, что даёт повод к различным реконструкциям его правления. А. А. Шахматов, указавший на эпический характер тридцатитрёхлетних княжений Игоря и Олега, всё же допускал возможность того, что реальное правление Игоря началось в 940 году. М. Н. Тихомиров и О. В. Творогов считали искусственным соединением Игоря с Рюриком, а их прямое родство — историографической легендой. Д. И. Иловайский и В. А. Пархоменко предлагают называть княжескую династию Игоревичами — по имени первого достоверно известного её представителя.
М.С. Грушевский считал, что князь Игорь стал киевским князем существенно позднее 910-х годов. По А. А. Шахматову его княжение относилось к 940-м годам.
Б. А. Рыбаков относил время заключения брака Игоря и Ольги ко времени рождения Святослава — к 940-м годам. Предполагается также факт, что летописная дата рождения Святослава является ошибочной, поскольку согласно византийским источникам, ещё в 940-х годах он управлял Новгородом, а по русским — принимал участие в заключении договора с греками. Грушевский относил дату смерти Игоря к 948 году; М. Д. Приселков — ко времени до 953 года.

## Семья
Поздние источники из семьи Игоря знают только его жену Ольгу и сына Святослава — бабушку и отца Владимира Святого и тем самым прямых предков всех русских князей XI и последующих веков. Этим объясняется внимание к ним русских летописцев. Однако, судя по византийско-русскому договору 944 года, семейство Игоря («княжьё»), отправлявшее «послов» и «купцов» в Константинополь, было гораздо более многочисленным и включало в себя, в частности, его племянников Игоря (младшего) и Акуна (Хакона), людей со славянскими именами на -слав Володислава и Передславу (жену некоего Улеба, которого Татищев также ассоциирует упомянутым в Иоакимовской летописи Глебом, братом Святослава), ряд других людей со скандинавскими именами. А. В. Рукавишников предполагает, судя по выбору имён, что Игорь-младший был сыном брата великого князя Игоря, а Акун — сыном его сестры. Отчёт Константина Багрянородного о визите Ольги в Константинополь в 957 г. упоминает нескольких её родственников и отдельно выделенного племянника; возможно, что в обоих этих источниках фигурирует кровная родня как Игоря, так и Ольги.
Судя по всему, эти династы (кроме Святослава Игоревича, согласно Константину Багрянородному, при отце сидевшем в Новгороде) не имели уделов, а пребывали в основном в Киеве, участвуя ежегодно вместе с великим князем в процедуре полюдья. Дальнейшая судьба «забытых» родичей князя Игоря неизвестна; они могли, в частности, погибнуть на войне или в междоусобном столкновении. Вероятно, их неупоминание представляет собой феномен «непризнания родства», аналогичный, например, неупоминанию одиозных ветвей семьи в средневековых нормандских хрониках («История норманнов» Дудо из Сент-Квентена). «Непризнание родства» в русском случае подчёркивает легитимность лишь прямых предков христианских князей, «отсекая» языческие боковые линии.

## Память
- Игоревская улица в Киеве.
- Памятник Вещему Олегу и молодому Игорю в Любече.
- Памятник варяжским князьям Рюрику, Олегу и Игорю в Норрчёпинге (Швеция).

## В кино и литературе
- Легенда о княгине Ольге (1983; СССР) режиссёр Юрий Ильенко, в роли Игоря Александр Денисенко.
- О.Панус, Властью единые (ISBN 978-5-9973-3679-0, изд. Спутник+, 2016).
- Страницы Российской истории. Земля предков (мультфильм; 1994; Россия) Режиссёр Александр Гурьев.
- Никитин Ю. А. «Ингвар и Ольха» (1998)
- «Крещение Руси» (2018; Россия) — докудрама, режиссер Максим Беспалый. В роли Игоря — Александр Денисенко.
- В сериале «Викинги» (2013—2020), в роли юного Игоря — Оран Глинн О’донован.
- «Рюриковичи. История первой династии»(2019; Россия) — докудрама, режиссер Максим Беспалый. В роли Игоря — Владимир Кузнецов.